# 唐人菜
唐人菜（とうじんな）は、長崎市の伝統野菜。長崎白菜の別名。
長崎の雑煮は具が多く、輪切りにしたダイコン、煎海鼠（干しナマコのこと）、ブリの塩身、鶏肉、カマボコ、シイタケ、ニンジン、ギンナン、高野豆腐、クワイなど7種類から15種類の具材が入るが、唐人菜は欠かせないものとされる。

## 特徴
現在の中華人民共和国・山東省から伝来した野菜だと言われている。貿易のために長崎に移住してきた中国人が祖国の野菜を作るようになり、それが大正時代に市中に広まったとされる。長崎市内では木場町、田手原町、東長崎地区などで生産されている。旬は11月から2月初めごろまで。品種改良をほどこしていないため、個々の形がまちまちで、病気にも弱い。
通常の白菜と異なり、葉が巻かないため、柔らかく独特の風味がある。

## 利用
上述のように雑煮には欠かせないとされる。雑煮以外には、鍋物やおひたし、漬け物などに使われる。特に漬け物は白菜漬けより黄色みがかっているのが特徴で、独特の風味が生きていて、味にこくがある。